# Telegrafische Depeschen
Telegrafische Depeschen, op. 195, är en vals av Johann Strauss den yngre. Den spelades första gången den 6 september 1857 i Pavlovsk i Ryssland och är tillägnad pianisten Johann Promberger den yngre, som sedan 1843 vistades i Sankt Petersburg.

## Bakgrund
Vid tiden för Johann Strauss nya vals var telegrafin redan en del av 1800-talets vardagsliv. De snabba utvecklingarna inom telegrafisystemet sammanföll med upptäckten att elektriska impulser kunde användas för att överföra signaler via en ledning. Tidiga pionjärer inom elektriciteten såsom Hans Christian Ørsted och Charles Wheatstone följdes av nya rön inom elektromagnetismen (se Electro-magnetische-Polka). Det var elektromagneten som gjorde det möjligt för Samuel Morse att få en enkel telegrafnyckel att sluta en elektrisk krets och skicka iväg en signal till en avlägsen mottagare. I inledningen till valsen skildrar Strauss ljudet av telegrafnycklar och telegrammens väg genom ledningarna till deras slutmål. 

## Historia
Manuskriptet till valsen är det äldsta bevarade manuskriptet nedskrivet av Johann Strauss. Dess bläckfläckiga sidor visar med vilken fart Strauss realiserade sina tankar till skrift, ett faktum som får stöd av brodern Eduard som i sin familjebiografi "Erinneringen" (1906) skriver om att Johann var den snabbaste av de tre bröderna på att instrumentera. Telegrafische Depeschen komponerades i Pavlovsk och hade premiär där under Strauss ledning den 6 september vid hans fjärde välgörenhetskonsert i Vauxhall Pavilion. Tidningen Allgemeine Theaterzeitung (16 oktober 1857) skrev att det nya verket orsakade en sensation hos den ryska publiken och kunde också meddela att Josef Strauss skulle dirigera det första framförandet i Wien (tillsammans med Johann Strauss Caecilien-Polka) tillsammans med Straussorkestern vid en välgörenhetskonsert i Volksgarten söndagen den 18 oktober 1857. Tidningen noterade särskilt valsens slutdel (codan), i vilken Strauss hade vävt in ett kort musikcitat från den populära slagdängan Ja nur a Kaiserstadt, ja nur a Wien som ursprungligen hade varit en duett i sångspelet "Aline oder Wien in einem anderen Weltteil" (1822) av Adolf Bäuerle (1786-1859) med musik av Wenzel Müller.
Josef Strauss popularitet borgade för att en osedvanligt stor publik infann sig i Volksgarten för att höra honom framföra Telegrafische Depeschen, som Johann Strauss hade sänt honom från Ryssland. Kritikern i Allgemeine Theaterzeitung skrev att publikens välvilliga inställning ökade än mer då Josef dirigerade de nya verken Telegrafische Depeschen och Caecilien-Polka (den senare publicerad som Olga-Polka).

## Om valsen
Speltiden är ca 10 minuter och 55 sekunder plus minus några sekunder beroende på dirigentens musikaliska tolkning.

## Weblänkar
- Telegrafische Depeschen i Naxos-utgåvan.